# Sarcocheilichthys davidi
Sarcocheilichthys davidi är en fiskart som först beskrevs av Sauvage, 1878.  Sarcocheilichthys davidi ingår i släktet Sarcocheilichthys och familjen karpfiskar. Inga underarter finns listade i Catalogue of Life.